# Jarmil
Jarmil  è un nome proprio di persona ceco maschile.

## Varianti
- Maschili: Jaromil[1]
- Femminili: Jarmila[1]

## Origine e diffusione
È composto dagli elementi slavi jary ("fiero", "forte", da cui anche Jarosław e Jaropolk) e mil ("grazioso", "caro", presente anche in Milan, Milorad e Miloslav).
La forma femminile Jarmila è usata anche in slovacco.

## Onomastico
Il nome è adespota, ossia privo di santo patrono; l'onomastico si può festeggiare il 1º novembre, in occasione di Ognissanti.

## Persone

### Variante Jaromil
- Jaromil Jireš, regista e sceneggiatore ceco

### Variante femminile Jarmila

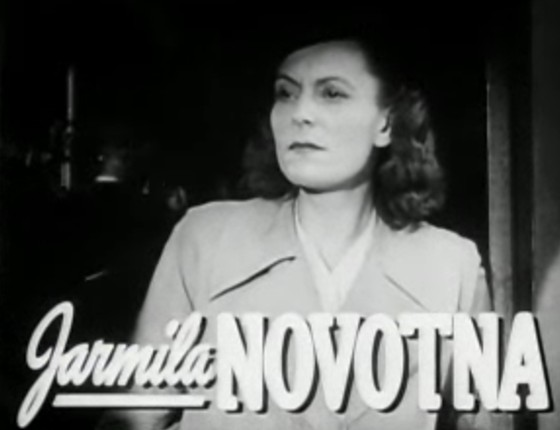
Jarmila Novotná

- Jarmila Gajdošová, tennista slovacca naturalizzata australiana
- Jarmila Kratochvílová, atleta ceca
- Jarmila Novotná, soprano e attrice ceca
- Jarmila Očkayová, scrittrice e traduttrice slovacca naturalizzata italiana